# 스콧 니어링

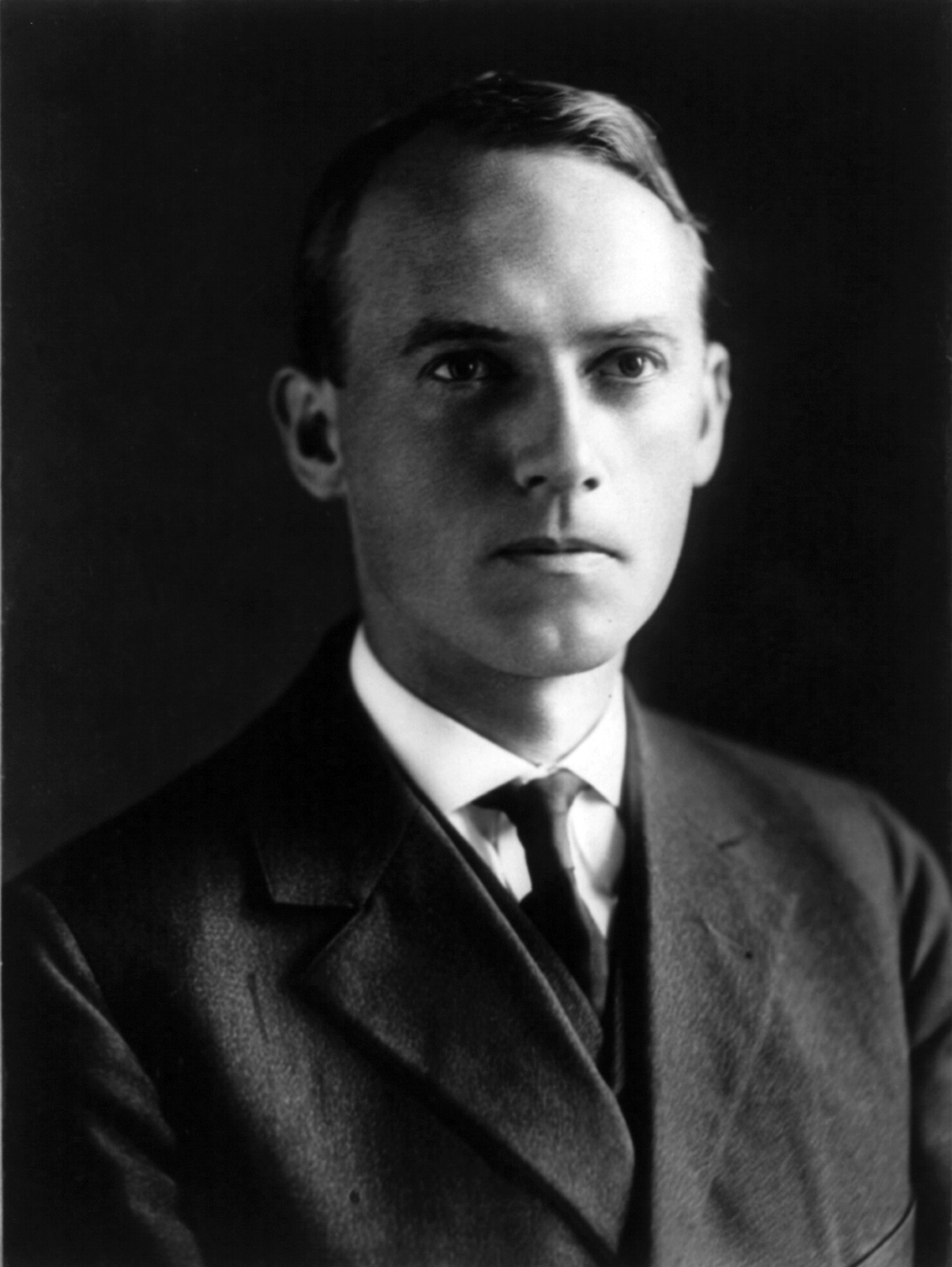
스콧 니어링

스콧 니어링(1883년 8월 6일 ~ 1983년 8월 24일)은 미국의 경제학자이다. 반자본주의, 친사회주의, 반전, 친평화의 길을 걸은 것으로 전 세계적으로 유명하다.

## 생애
미국의 소수 권력층에 속하는 집안에서 인생을 시작했으나 모든 기득권을 포기하였다. 반전 논문을 썼다. 스파이 혐의로 연방법정에 피고로 섰으나 무죄판결을 받았다. 강연을 통해 평화를 이야기하였다. 위험분자로 낙인찍혔고, 교수와 공직을 박탈당했다. 강연은 취소되었고, 감옥에 갇혔으며, 저술한 책은 재판에 부쳐졌고, 신문사들은 스콧 니어링의 저서에 대한 유료광고 게재조차 거절했다.
부유한 가정의 한 남자아이를 20세기 초 산업사회로 이동한 미국 사회에서 하층민의 분배, 평등, 자유에 관심을 가진 진보적 사상의 인물로 자라도록 만든 것은 어머니, 친할아버지, 대학교 은사인 사이먼 넬슨 패튼 교수 등과 레프 톨스토이와 자기 희생, 소크라테스와 이성의 법칙, 부처와 살생하지 말라는 가르침, 헨리 데이비드 소로와 간소한 생활, 카를 마르크스·프리드리히 엥겔스와 착취에 대한 저항, 마하트마 간디와 노자의 비폭력, 빅토르 위고와 인도주의, 예수와 사회봉사, 공자가 취한 중용의 도, 리처드 바크의 우주의식, 월트 휘트먼과 자연주의, 에드워드 벨러미와 공상적 이상주의자들, 올리브 슈라이너와 우화 작가들, 에드먼드 버크의 질서의식, 로맹 롤랑의 장 크리스토프 등이 크든 작든 영향을 미쳤다.
다음을 인생 목표로 삼고 자기 길을 걸어갔다.
- 간소하고 질서 있는 생활을 할 것
- 미리 계획을 세울 것
- 일관성을 유지할 것
- 꼭 필요하지 않은 일을 멀리 할 것
- 되도록 마음이 흐트러지지 않도록 할 것
- 그날 그날 자연과 사람 사이의 가치 있는 만남을 이루어가고, 노동으로 생계를 세울 것
- 자료를 모으고 체계를 세울 것
- 연구에 온 힘을 쏟고 방향성을 지킬 것
- 쓰고 강연하며 가르칠 것
- 계급투쟁 운동과 긴밀한 접촉을 유지할 것
- 원초적이고 우주적인 힘에 대한 이해를 넓힐 것
- 계속해서 배우고 익혀 점차 통일되고 원만하며, 균형 잡힌 인격체를 완성할 것

품위와 존엄이 있는 방식의 죽음을 맞았는데, 일체의 생명을 연장하려는 의학적 배려도 거부하고, 고통을 줄이려는 진통제·마취제의 도움도 물리치고, 물과 음식조차 끊고, 온전한 몸과 마음으로 100세에 죽음을 맞았다.

## 학력
- 펜실베이니아 대학교 법학(중퇴)
- ~ 1905년:펜실베이니아 대학교 와튼스쿨 비지니스학 학사
- ~ 1909년:펜실베이니아 대학교 와튼스쿨 경제학 박사

## 경력
- 1915년 ~ 1917년:미국 털리도대학교 사회학 교수
- 1916년:미국 반군국주의 연합
- 1917년 7월:미국 사회당 당원
- 1927년:미국 노동당 당원

## 같이 보기
- 헬렌 니어링